# Sky Shoot Out 1990
Shoot-Out 1990 (также известный как International One Frame Shoot-Out 1990) — профессиональный вариантный снукерный турнир, который прошёл 26-28 сентября 1990 года на арене Trentham Gardens, Сток-он-Трент, Англия. Турнир стал первым розыгрышем Shoot-Out, который был восстановлен в 2011 год. Призовой фонд турнира составил £39,750, из которых £5,000 получил победитель.

## Результаты

### 1-й раунд
| \| Роджер Бейлз 62-50 Барри Пинчес \| \| Брайан Ровсуелл w/o Тони Чаппел \| \| Клифф Торбурн 75-5 Дэвид Тейлор \| \| Вилли Торн 93(93)-13 Джек Маклафлин \| \| Джейсон Уиттакер 69-42 Джейсон Смит \| \| Тони Уилсон 62-58 Ян Уильямсон \| 1. |
| Роджер Бейлз 62-50 Барри Пинчес |
| Брайан Ровсуелл w/o Тони Чаппел |
| Клифф Торбурн 75-5 Дэвид Тейлор |
| Вилли Торн 93(93)-13 Джек Маклафлин |
| Джейсон Уиттакер 69-42 Джейсон Смит |
| Тони Уилсон 62-58 Ян Уильямсон |